# ديفيد س. غاريت جونيور
ديفيد س. غاريت جونيور (بالإنجليزية: David C. Garrett, Jr.)‏ هو مسير أعمال أمريكي، ولد في 6 يوليو 1922، وتوفي في 2 يونيو 2012.